# باغ‌های شب
باغ‌های شب (انگلیسی: Gardens of the Night) فیلمی در ژانر درام به کارگردانی دامیان هریس است که در سال ۲۰۰۸ منتشر شد. از بازیگران آن می‌توان به جیلیان جیکوبز، جان مالکوویچ، توماس آرنلد، پیتا ویلسون، و کوین زیگرز اشاره کرد.